# Stenocercus bolivarensis
Stenocercus bolivarensis är en ödleart som beskrevs av  Castro och AYALA 1982. Stenocercus bolivarensis ingår i släktet Stenocercus och familjen Tropiduridae. Inga underarter finns listade i Catalogue of Life.